# Taniec z nieznajomym
Taniec z nieznajomym – brytyjski film kryminalny z 1985 roku oparty na faktach.

## Obsada
- Miranda Richardson – Ruth Ellis
- Rupert Everett – David Blakeley
- Ian Holm – Desmond Cussen
- Stratford Johns – Morrie Conley
- Joanne Whalley – Christine
- Tom Chadbon – Anthony Findlater
- Jane Bertish – Carole Findlater
- David Troughton – Cliff Davis
- Matthew Carroll – Andy

## Fabuła
Londyn, lata 50. Ruth Ellis mieszka z 10-letnim synem. Pracuje jako kelnerka w nocnym klubie. Tam poznaje Davida Blakeleya, w którym się zakochuje. Ale związek ten jest dla nich destrukcyjny. On pije, ona traci pracę i dom. Po pewnym czasie David oświadcza Ruth, że go znudziła i odchodzi. Kobieta popada w depresję, podczas kłótni zabija kochanka. Ruth zostaje skazana na śmierć. Jest ostatnią kobietą, która została stracona w Wielkiej Brytanii.